# Ů̃
Cette page contient des caractères spéciaux ou non latins. S’ils s’affichent mal (▯, ?, etc.), consultez la page d’aide Unicode.
Ů̃ (minuscule : ů̃), ou U rond en chef accent tilde, est un graphème qui a été utilisé dans l’écriture du lituanien au XIXe siècle. Il s'agit de la lettre U diacritée d'un rond en chef et d’un tilde.

## Représentations informatiques
Le U rond en chef accent aigu peut être représenté avec les caractères Unicode suivants
- précomposé (latin étendu A) :

| formes    | représentations | chaînes de caractères | points de code | descriptions                                             |
| --------- | --------------- | --------------------- | -------------- | -------------------------------------------------------- |
| majuscule | Ů̃               | Ů◌̃                    | U+016E U+0301  | lettre majuscule latine u rond en chef diacritique tilde |
| minuscule | ů̃               | ů◌̃                    | U+016F         | lettre minuscule latine u rond en chef diacritique tilde |

- décomposé (latin de base, diacritiques) :

| formes    | représentations | chaînes de caractères | points de code       | descriptions                                                               |
| --------- | --------------- | --------------------- | -------------------- | -------------------------------------------------------------------------- |
| majuscule | Ů̃               | U◌̊◌̃                   | U+0055 U+030A U+0303 | lettre majuscule latine u diacritique rond en chef diacritique accent aigu |
| minuscule | ů̃               | u◌̊◌̃                   | U+0075 U+030A U+0303 | lettre minuscule latine u diacritique rond en chef diacritique tilde       |